# Hans-Jürgen Puhle
Hans-Jürgen Puhle (* 8. Oktober 1940 in Neumarkt, Provinz Niederschlesien) ist ein deutscher Historiker und Politikwissenschaftler. Er lehrte von 1978 bis 1990 als Professor für Allgemeine Geschichte an der Universität Bielefeld und von 1990 bis 2009 als Professor für Politikwissenschaft an der Universität Frankfurt am Main.

## Leben und Wirken
Hans-Jürgen Puhle studierte von 1960 bis 1965 die Fächer der Geschichte, Politikwissenschaft, Soziologie und Philosophie an den Universitäten Tübingen, Marburg und an der Freien Universität Berlin. Im Jahr 1965 wurde er in Berlin mit der von Gerhard A. Ritter betreuten Arbeit Agrarische Interessenpolitik und preußischer Konservatismus im wilhelminischen Reich promoviert. Anschließend war er von 1966 bis 1968 Direktor des Lateinamerikanischen Sozialforschungsinstituts (ILDIS) in Santiago de Chile. An der Universität Münster war Puhle von 1968 bis 1973 als wissenschaftlicher Assistent tätig. Dort erfolgte 1973 auch seine Habilitation. Von 1973 bis 1978 lehrte Puhle zunächst als Dozent und ab 1976 als Professor für Neuere Geschichte und Politikwissenschaft an der Universität Münster. Von 1978 bis 1990 war er Professor für Allgemeine Geschichte an der Universität Bielefeld. Von 1990 bis zu seiner Emeritierung 2009 lehrte er als Professor für Politikwissenschaft an der Goethe-Universität Frankfurt am Main. Dort war er von 1999 bis 2000 und erneut von 2006 bis 2007 Dekan des Fachbereichs Gesellschaftswissenschaften.
Gastprofessuren hatte Puhle unter anderem an der Universidad de Chile in Santiago (1966–68), Cornell University (1976/77), Stanford University (1986/87), University of Tel Aviv (1988), FLACSO Buenos Aires (1991), Harvard University (2009/10), Universitat Pompeu Fabra (2012). Außerdem war er John F. Kennedy Memorial Fellow der Harvard University (1970/71) und Leverhulme Fellow der Oxford University (1982).
Seine Forschungsschwerpunkte sind die Neuere europäische, nord- und lateinamerikanische Sozial- und Politikgeschichte, die Geschichte politischer Systeme, Parteien und Verbände, Demokratisierung, Sozialstaat, Nationalismus und Populismus. Er war von 1975 bis 2011 Mitherausgeber der Zeitschrift Geschichte und Gesellschaft und war von 2000 bis 2006 Mitherausgeber der Zeitschrift Iberoamericana. Er ist Mitherausgeber der Buchreihen Nordamerikastudien und Edition Weltregionen und gehört bis heute dem wissenschaftlichen Beirat des Bertelsmann Transformation Index an.

## Schriften (Auswahl)
Monografien
- Agrarische Interessenpolitik und preußischer Konservatismus im wilhelminischen Reich. (1893–1914). Ein Beitrag zur Analyse des Nationalismus in Deutschland am Beispiel des Bundes der Landwirte und der Deutsch-Konservativen Partei (= Schriftenreihe des Forschungsinstituts der Friedrich-Ebert-Stiftung. Bd. 51). Verlag für Literatur und Zeitgeschehen, Hannover 1966, 2., verbesserte Auflage. Verlag Neue Gesellschaft, Bonn-Bad Godesberg 1975, ISBN 3-87831-061-7 (Zugleich: Berlin, Freie Universität, Dissertation, 10. Juni 1965).
- Politik in Uruguay. Einige Bemerkungen zum uruguayischen Parteien- und Verfassungssystem (= Forschungsinstitut der Friedrich-Ebert-Stiftung. Vierteljahresberichte. Sonderh. 1, ZDB-ID 281915-6). Verlag für Literatur und Zeitgeschehen, Hannover 1968.
- Tradition und Reformpolitik in Bolivien. Wirtschaft, Gesellschaft und Politik in einem südamerikanischen Entwicklungsland (= Forschungsinstitut der Friedrich-Ebert-Stiftung. Vierteljahresberichte. Sonderh. 5). Verlag für Literatur und Zeitgeschehen, Hannover 1970 (Erweitert in spanischer Sprache: Tradición y política de reformas en Bolivia. Economía, sociedad y política en un país sudamericano en desarrollo (= Instituto Latinoamericano de Investigaciones Sociales. Estudios y Documentos. Bd. 19, ZDB-ID 420160-7). Instituto Latinoamericano de Investigaciones Sociales, Santiago de Chile 1972).
- Von der Agrarkrise zum Präfaschismus. Thesen zum Stellenwert der agrarischen Interessenverbände in der deutschen Politik am Ende des 19. Jahrhunderts (= Institut für Europäische Geschichte Mainz. Vorträge. Nr. 54, ISSN 0537-7927). Steiner, Wiesbaden 1972 (Vortrag am 2. Oktober 1971 im Institut für Europäische Geschichte Mainz, Abteilung Universalgeschichte).
- Politische Agrarbewegungen in kapitalistischen Industriegesellschaften. Deutschland, USA und Frankreich im 20. Jahrhundert (= Kritische Studien zur Geschichtswissenschaft. Bd. 16). Vandenhoeck und Ruprecht, Göttingen 1975, ISBN 3-525-35967-5 (Zugleich: Münster, Universität, Habilitations-Schrift, 1974).
- Staaten, Nationen und Regionen in Europa (= Wiener Vorlesungen im Rathaus. Bd. 37). Mit einem Vorwort von Hubert Christian Ehalt. Picus-Verlag, Wien 1995, ISBN 3-85452-336-X (Vortrag im Wiener Rathaus am 8. Juni 1994).
- mit Wolfgang Merkel: Von der Diktatur zur Demokratie. Transformationen, Erfolgsbedingungen, Entwicklungspfade. Westdeutscher Verlag, Opladen u. a. 1999, ISBN 3-531-13353-5.
- Parteienstaat in der Krise. Parteien und Politik zwischen Modernisierung und Fragmentierung (= Wiener Vorlesungen im Rathaus. Bd. 92). Picus-Verlag, Wien 2002, ISBN 3-85452-392-0 (Vortrag im Wiener Rathaus am 23. Mai 2001).
- mit  Wolfgang Merkel, Aurel Croissant, Claudia Eicher und Peter Thiery: Defekte Demokratie. VS Verlag für Sozialwissenschaften, Wiesbaden 2003–2006;
  - Band 1: Theorie. 2003, ISBN 3-8100-3234-4;
  - Band 2: Regionalanalysen. 2006, ISBN 3-8100-3235-2.
- mit Ludger Mees und Klaus-Jürgen Nagel: Kampf um den Wein. Modernisierung und Interessenpolitik im spanischen Weinbau. Rioja, Navarra und Katalonien 1860–1940 (= Studien zur Geschichte und Kultur der iberischen und iberoamerikanischen Länder. Bd. 10). Verlag für Geschichte und Politik u. a., Wien u. a. 2005, ISBN 3-7028-0406-4.
- Protest, Parteien, Interventionsstaat. Organisierte Politik und Demokratieprobleme im Wandel. Vandenhoeck & Ruprecht, Göttingen 2015, ISBN 978-3-525-37040-7.

Herausgeberschaften
- Perspectivas del Progreso. Algunas consideraciones sobre las tendencias actuales en las ciencias sociales. Verlag für Literatur und Zeitgeschehen, Hannover 1969, ISBN 3-87831-021-8.
- Revolution und Reformen in Lateinamerika (= Geschichte und Gesellschaft. Bd. 2, H. 2). Vandenhoeck & Ruprecht, Göttingen 1976.
- Lateinamerika. Historische Realität und Dependencia-Theorien (= Historische Perspektiven. Bd. 6). Hoffmann und Campe, Hamburg 1977, ISBN 3-455-09200-4.
- mit Hans-Ulrich Wehler: Preußen im Rückblick (= Geschichte und Gesellschaft. Sonderh. 6). Vandenhoeck & Ruprecht, Göttingen 1980, ISBN 3-525-36405-9.
- Kapitalismus, Korporatismus, Keynesianismus (= Geschichte und Gesellschaft. Bd. 10, H. 2). Vandenhoeck & Ruprecht, Göttingen 1984.
- mit Nils Jacobsen: The Economies of Mexico and Peru during the Late Colonial Period, 1760–1810 (= Bibliotheca Ibero-Americana. Bd. 34). Colloquium-Verlag, Berlin 1986, ISBN 3-7678-0666-5.
- Lateinamerika zwischen altem und neuem Imperialismus (= Geschichte und Gesellschaft. Bd. 14, H. 2). Vandenhoeck & Ruprecht, Göttingen 1988.
- Sklaverei in der modernen Geschichte (= Geschichte und Gesellschaft. Bd. 16, H. 2). Vandenhoeck & Ruprecht, Göttingen 1990.
- Bürger in der Gesellschaft der Neuzeit. Wirtschaft – Politik – Kultur (= Bürgertum. Bd. 1). Vandenhoeck & Ruprecht, Göttingen 1991, ISBN 3-525-35666-8.
- mit Peter Feldbauer: Bauern im Widerstand. Agrarrebellion und Revolutionen in Ländern der dritten Welt und im vorindustriellen Europa (= Beiträge zur historischen Sozialkunde. Beiheft. 1). Böhlau, Wien u. a. 1992, ISBN 3-205-05548-9.
- mit Jürgen Kocka und Klaus Tenfelde: Von der Arbeiterbewegung zum modernen Sozialstaat. Festschrift für Gerhard A. Ritter zum 65. Geburtstag. Saur, München u. a. 1994, ISBN 3-598-11201-7.
- Nationalismen und Regionalismen in Westeuropa (= Geschichte und Gesellschaft. Bd. 20, H. 3). Vandenhoeck & Ruprecht, Göttingen 1994.
- mit Richard Gunther und P. Nikiforos Diamandouros: The Politics of Democratic Consolidation. Southern Europe in Comparative Perspective. Johns Hopkins University Press, Baltimore MD u. a. 1995, ISBN 0-8018-4981-0.
- mit Hans N. Weiler: Career Centers. Eine hochschulpolitische Herausforderung (= Amerikanische Ideen in Deutschland. Bd. 3). Edition Körber-Stiftung, Hamburg 2001, ISBN 3-89684-035-5.
- mit Söhnke Schreyer und Jürgen Wilzewski: Supermacht im Wandel. Die USA von Clinton zu Bush (= Nordamerikastudien. Bd. 20). Campus-Verlag, Frankfurt am Main u. a. 2004, ISBN 3-593-37289-4.
- mit Richard Gunther und José Ramón Montero: Democracy, Intermediation, and Voting on four Continents. Oxford University Press, Oxford 2007, ISBN 978-0-19-920283-6.
- mit Jonas Wolff und Hans-Joachim Spanger: Zwischen Normen und Interessen. Demokratieförderung als internationale Politik (= Studien der Hessischen Stiftung Friedens- und Konfliktforschung. Bd. 20). Nomos, Baden-Baden 2012, ISBN 978-3-8329-7873-0.
- mit Jonas Wolff und Hans-Joachim Spanger: The Comparative International Politics of Democracy Promotion (= Democratization Studies. Bd. 23). Routledge, London u. a. 2014, ISBN 978-0-415-82694-5.
- mit Thomas Ertl und Andrea Komlosy: Europa als Weltregion. Zentrum, Modell oder Provinz? (= Edition Weltregionen. Bd. 23). New Academic Press, Wien 2014, ISBN 978-3-7003-1914-6.